# Димка (селище)
Ди́мка (рос. Дымка) — селище у складі Сєверного району Оренбурзької області, Росія.

## Населення
Населення — 120 осіб (2010; 190 у 2002).
Національний склад (станом на 2002 рік):
- росіяни — 72 %